# 656 Beagle
656 Beagle eller 1908 BU är en asteroid i huvudbältet, som upptäcktes 22 januari 1908 av den tyska astronomen August Kopff i Heidelberg. Den är uppkallad efter fartyget HMS Beagle.
Asteroiden har en diameter på ungefär 62 kilometer och tillhör asteroidgruppen Themis.